# Peugeot Typ 14
Der Peugeot Typ 14 ist ein frühes Automodell des französischen Automobilherstellers Peugeot, von dem von 1897 bis 1898 im Werk Audincourt 18 Exemplare produziert wurden.
Die Fahrzeuge besaßen einen Zweizylinder-Viertaktmotor eigener Fertigung, der im Heck liegend angeordnet war und über Kette die Hinterräder antrieb. Der Motor leistete aus 1645 cm³ Hubraum 4 PS.
Bei einem Radstand von 145 cm betrug die Fahrzeuglänge 230 cm und die Fahrzeughöhe 140 cm. Die Karosserieform Zweiplätzer bot Platz für zwei Personen.